# Clémentine Druenne
Clémentine Druenne, née le 5 décembre 1993 à Montreuil sur Mer (Pas-de-Calais), est une joueuse professionnelle française (d'origine polonaise) de volley-ball, entre 2011 et avril 2020. Elle mesure 1,80 m et joue réceptionneuse-attaquante. Elle totalise 5 sélections en équipe de France. Elle est la fille de Francis Druenne et de Sylvie Druenne Lagneau, anciens internationaux français de volley-ball.
Le 24 avril 2020, elle annonce qu'elle met un terme à sa carrière sportive, afin de se consacrer à son métier de masseur-kinésithérapeute, après avoir porté pendant neuf années consécutives, les couleurs d'un seul et même club (dont elle était la capitaine), celui de Nantes.

## Clubs
| Club      | De        | À         |
| --------- | --------- | --------- |
| VB Nantes | 2011-2012 | 2019-2020 |

## Palmarès

### En sélection nationale
Néant

### En club
- Championnat de France — Div. A
  - Finaliste : 2014, 2019.
- Coupe de France
  - Finaliste : 2014, 2016, 2019.

### Distinctions individuelles
Néant

## Autres compétences professionnelles
Elle est titulaire du diplôme d'État de Masseur-Kinésithérapeute depuis juin 2018. Elle a effectué sa formation à l'Institut Régional de Formation aux Métiers de la Rééducation et de la Réadaptation (IFM3R), situé à Saint Sébastien-sur-Loire, près de Nantes.